# فران كوسمو
فران كوسمو (بالإنجليزية: Fran Cosmo)‏ هو مغني وعازف قيثارة أمريكي، ولد في 17 أكتوبر 1956.

## وصلات خارجية
- فران كوسمو على موقع ميوزك برينز (الإنجليزية)
- فران كوسمو على موقع ديسكوغز (الإنجليزية)